# Eucynortula multilineata
Eucynortula multilineata is een hooiwagen uit de familie Cosmetidae.